# Überzufälligkeit
Als Überzufälligkeit wird in der Inferenzstatistik ein Zusammenhang beschrieben, dessen Signifikanz bei zufälligem Zustandekommen nur mit einer geringen, vorher festgelegten Häufigkeit (oft 5 %) vorkommt. Aus Überzufälligkeit folgt also nicht zwangsläufig eine direkte Korrelation.
Der Begriff entstammt der Kategorie zeitreihenanalytischer Verfahren auf dem Gebiet der deskriptiven (also der beschreibenden) Statistik, wird jedoch manchmal auch außerhalb der Wissenschaftsliteratur für einen Vorgang verwendet, für dessen Auftreten sich noch keine gesicherte Regelmäßigkeit gezeigt hat, aber der dennoch häufiger zu beobachten ist, als nach der statistischen Normalverteilung zu erwarten wäre. Überzufälligkeiten werden mit Hilfe statistischer Testverfahren ermittelt, z. B. mit dem Chi-Quadrat-Test oder auch bei Testverfahren zur Kreuzspektralanalyse.